# 충청북도옥천교육지원청
충청북도옥천교육지원청(忠淸北道沃川敎育支援廳, Okcheon Office of Education)은 충청북도 옥천군을 관할하는 충청북도교육청 산하의 교육지원청이다.
교육장은 장학관으로 보한다.

## 산하 기관

### 초등학교
| - 군남초등학교 - 군서초등학교 - 동이초등학교 - 우산분교 | - 삼양초등학교 - 안남초등학교 - 안내초등학교 - 이원초등학교 | - 장야초등학교 - 죽향초등학교 - 증약초등학교 - 대정분교 | - 청산초등학교 - 청성초등학교 |

### 중학교
| - 안내중학교 - 옥천여자중학교 | - 옥천중학교 - 이원중학교 | - 청산중학교 |